# توماش پوسپیخال
توماش پوسپیخال (چکی: Tomáš Pospíchal؛ ۲۶ ژوئن ۱۹۳۶ – ۲۱ اکتبر ۲۰۰۳) بازیکن و مربی فوتبال اهل چکسلواکی بود.
از باشگاه‌هایی که در آن بازی کرده‌است می‌توان به باشگاه فوتبال بانیک استراوا، باشگاه فوتبال اسپارتا پراگ، باشگاه فوتبال بوهمیانس ۱۹۰۵، باشگاه فوتبال ویکتوریا پلزن، باشگاه فوتبال اسلاویا پراگ، و باشگاه فوتبال روآن اشاره کرد.
وی همچنین در تیم ملی فوتبال چکسلواکی بازی کرده‌است.